# Westlicher Verwaltungsbezirk (Moskau)
Der Westliche Verwaltungsbezirk (russisch Западный административный округ/ Sapadny administrativny okrug) ist einer der zwölf Verwaltungsbezirke der russischen Hauptstadt Moskau.

## Lage
Der Westliche Verwaltungsbezirk befindet sich am westlichen Rande des Stadtgebietes von Moskau.
Durch das Gebiet fließt der Setun.

## Beschreibung
Der Westliche Verwaltungsbezirk ist in 13 Stadtteile unterteilt. Im Bezirk leben über eine Million Einwohner. Aufgrund der Vielzahl von Grünanlagen, wie beispielsweise dem Fili-Park, der sich am Moskwa-Ufer befindet, zählen viele Wohngegenden im Bezirk West zu den beliebtesten (und teuersten) in ganz Moskau. Durch den Bezirk West verläuft auch die oft von Regierungsfahrzeugen befahrene Ausfallstraße Kutusow-Prospekt.
In diesem Bezirk befindet sich unweit des im benachbarten Südwestlichen Verwaltungsbezirk gelegenen deutschen Konsulats am Prospekt Wernadskowo 103 eine Wohnsiedlung, die überwiegend von Deutschen und Staatsbürgern der Europäischen Union bewohnt wird. Sie wurde in den 1970er- bis 1980er-Jahren für die Mitarbeiter der DDR-Botschaft und -Handelsvertretung errichtet und heute manchmal ironisch als „Deutsch-Südwest“ bezeichnet. Das Wohngebiet mit 380 Wohnungen, verwaltet von der R&W Living GmbH Berlin im Auftrag der Bundesanstalt für Immobilien Aufgaben, beheimatet auch die Deutsche Schule Moskau. Das Wohngebiet und die Deutsche Schule Moskau gehören zur Deutschen Botschaft Moskau.
Kennzeichnend für den Westlichen Bezirk ist auch das ehemalige olympische Dorf, das seit dem Ende der Olympischen Spiele 1980 als konventionelles Wohngebiet genutzt wird.
Zum Gebiet des Westlichen Verwaltungsbezirks gehört außerdem die Exklave des gleichnamigen Stadtteils des internationalen Flughafens Wnukowo von Moskau.
Der Westliche Bezirk von Moskau steht in Städtepartnerschaft mit Wetzlar in Hessen.

## Stadtteile im Westlichen Verwaltungsbezirk
- Dorogomilowo
- Fili-Dawydkowo
- Filjowski Park
- Krylatskoje
- Kunzewo
- Moschaiski
- Nowo-Peredelkino
- Otschakowo-Matwejewskoje
- Prospekt Wernadskowo
- Ramenki
- Solnzewo
- Troparjowo-Nikulino
- Wnukowo

## Ausgewählte Sehenswürdigkeiten
- Bagrationbrücke
- Fili-Park
- Hotel Ukraine (Wolkenkratzer im Zuckerbäckerstil)
- Kiewer Bahnhof und Europaplatz
- Lomonossow-Universität auf den Sperlingsbergen
- Panoramamuseum der Schlacht von Borodino
- Siegespark